# 荒尾村 (岐阜県)
荒尾村（あらおむら）は、かつて岐阜県不破郡にあった村である。
現在の大垣市荒尾町などに該当する。

## 歴史
- 1889年（明治22年）7月1日 - 町村制により荒尾村が発足。
- 1897年（明治30年）4月1日 - 福田村、牧野村と合併し、宇留生村となる。同日荒尾村は廃止。

## 神社・仏閣
- 御首神社